# Сантана (Мадейра)
Санта́на (порт. Santana) — город на востоке острова Мадейры, что в Автономном регионе Мадейры (Португалия), с населением 3439 человек (2001). Является административным центром одноименного района (муниципалитета) с площадью 93,10 км² и населением 8804 человек (2001), который граничит на западе с муниципалитетом Сан-Висенти, на севере — омывается Атлантическим океаном, на востоке граничит с муниципалитетом Машику, на юге — с муниципалитетами Санта-Круш и Фуншала, и на юго-западе — Рибейра-Брава.
В прошлом (до вступления Мадейрой устава автономии в 1976 году) город входил в состав Фуншальського административного округа.
Муниципалитет сегодня является важным туристическим центром Мадейры. Именно здесь расположена самая высокая точка острова — Пику-Руйву. Действует природный заповедник «Роша-ду-Нави» (порт. Reserva Natural da Rocha do Navio), который был образован в 1997 году по инициативе местного населения. Он включает прибрежную территорию, что является потенциальным ареалом тюленя-монаха, которого местное население называет «морским волком», а также небольшой островок, на скалах которого растут редкие для Макаронезии виды растений.
Покровителем города считается Святая Анна (порт. Santa Ana).
Праздник города — 25 мая.

## История
Муниципалитет был образован 1832 года. Статус города — с 1 января 2001 года.
В архитектурном отношении выделяются традиционные треугольные домики с соломенными крышами, что является постоянным объектом популярности среди туристов острова.

## Экономика
В муниципалитете доминирует третичный сектор экономики, представленный туризмом и услугами, а также разнообразной коммерцией, связанной с продажей сувениров. Разводят рыбу.

## Демография
| Численность населения муниципалитета по годам | Численность населения муниципалитета по годам | Численность населения муниципалитета по годам | Численность населения муниципалитета по годам | Численность населения муниципалитета по годам | Численность населения муниципалитета по годам | Численность населения муниципалитета по годам | Численность населения муниципалитета по годам |
| --------------------------------------------- | --------------------------------------------- | --------------------------------------------- | --------------------------------------------- | --------------------------------------------- | --------------------------------------------- | --------------------------------------------- | --------------------------------------------- |
| 1849                                          | 1900                                          | 1930                                          | 1960                                          | 1981                                          | 1991                                          | 2001                                          | 2004                                          |
| 11 641                                        | 9337                                          | 10 908                                        | 13 971                                        | 11 253                                        | 10 302                                        | 8804                                          | 8491                                          |

## Состав муниципалитета
В муниципалитет входят следующие районы:
1. Арку-де-Сан-Жорже (порт. Arco de São Jorge)
2. Файал (порт. Faial)
3. Илья (порт. Ilha)
4. Сантана (порт. Santana)
5. Сан-Жорже (порт. São Jorge)
6. Сан-Роке-ду-Файал (порт. São Roque do Faial)

## Галерея

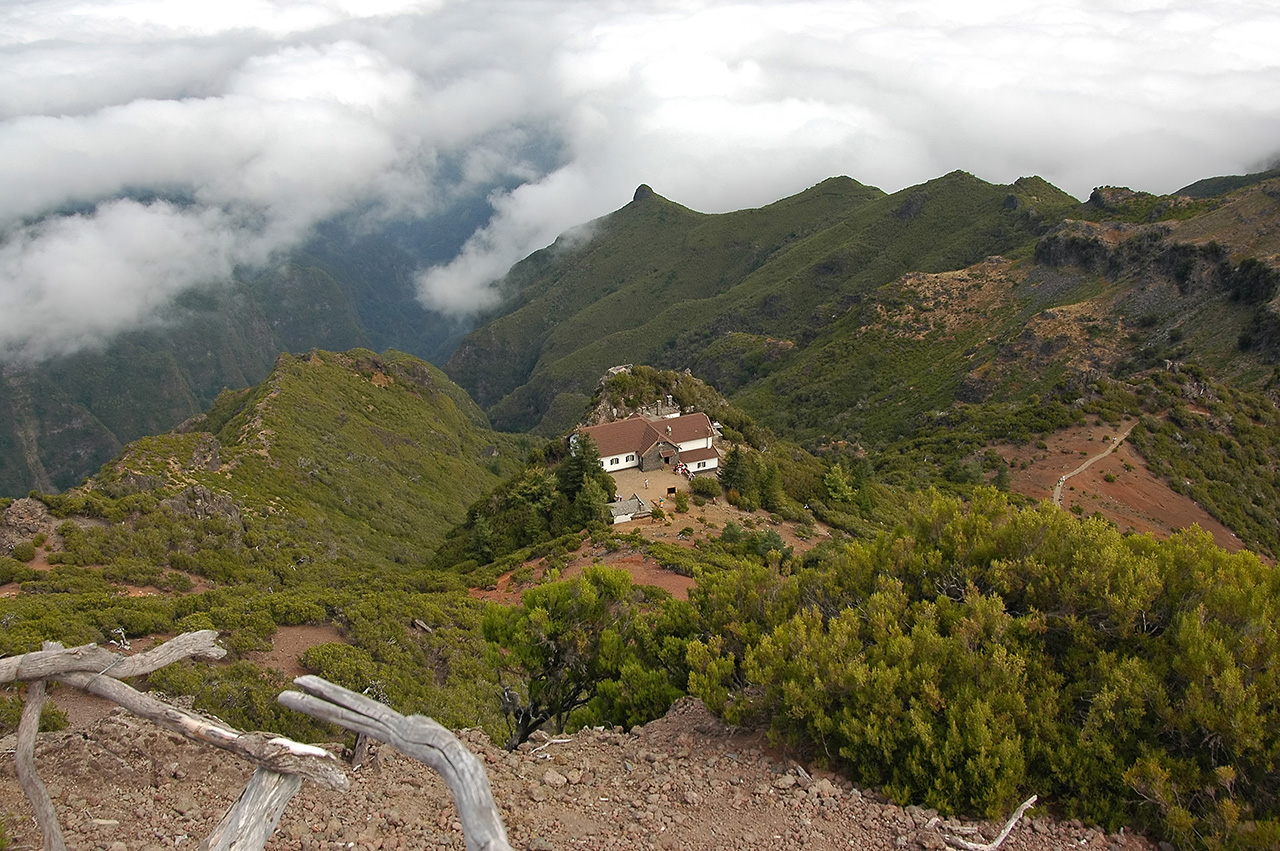
Панорамный вид с горы Пику-Руйву
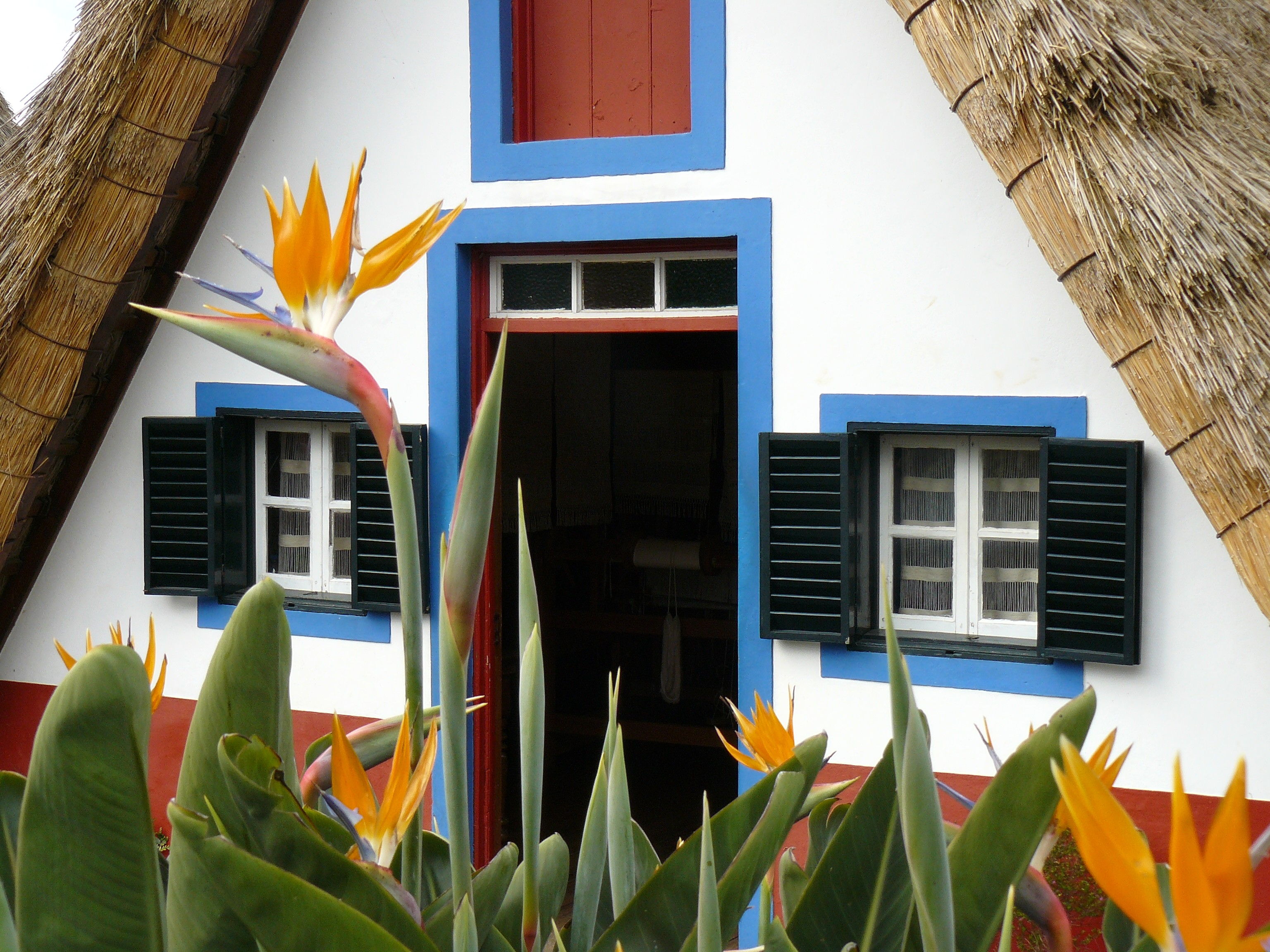
Фасад традиционного треугольного домика Сантаны
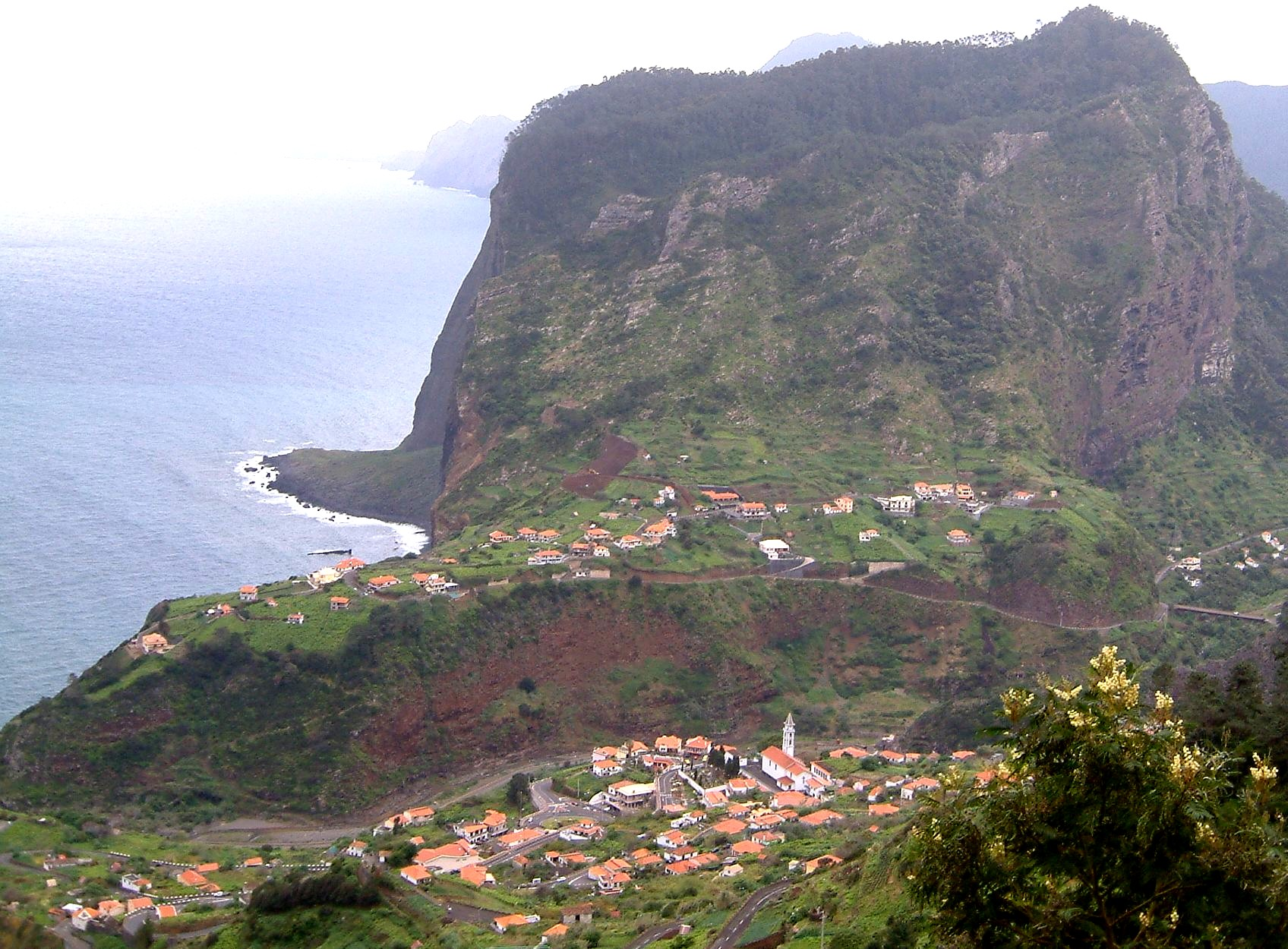
Панорамный вид местности Файал
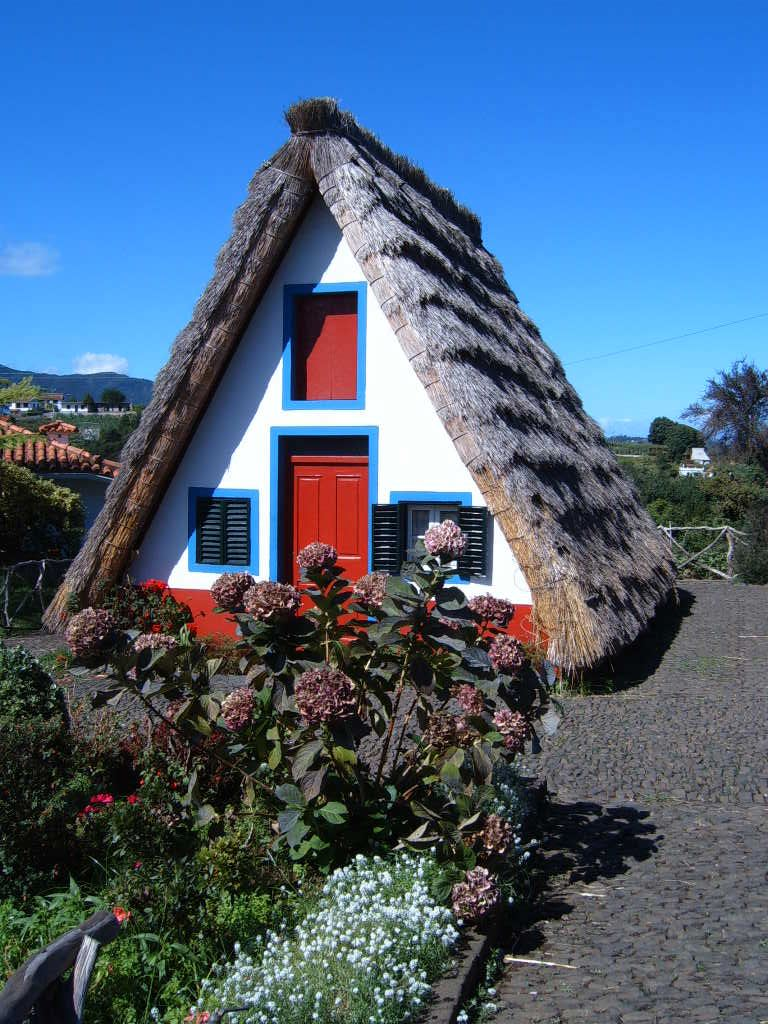
Традиционный крестьянский дом в Сантана